# Zele
Zele és un municipi belga de la província de Flandes Oriental a la regió de Flandes. Limita al nord amb Lokeren, al nord-est amb Waasmunster, a l'oest amb Berlare, a l'est amb Hamme, al sud amb Dendermonde i al sud-est amb Grembergen.

## Resultats de les eleccions municipals des de 1976
| Partit              | 1976 | 1982 | 1988 | 1994 | 2000 | 2006 |
| ------------------- | ---- | ---- | ---- | ---- | ---- | ---- |
| CVP i CD&V-NVA      | 33,7 | 33,5 | 25,6 | 26,5 | 25,4 | 23,5 |
| sp(.a)              | 12,7 | 12,9 | 16,7 | 10,2 | 8,4  | 5,9  |
| PVV i VLD           | 16,5 | 12,7 | 13,8 | 25,5 | 27,3 | 37,5 |
| Z(D)B               | 37,1 | 38,2 | 43,8 | 32,7 | 21,3 | 7,6  |
| Vl. Bl.             | -    | -    | -    | -    | 13,1 | 15,5 |
| Groenen             | -    | -    | 3,7  | 4,6  | 6,0  | -    |
| Lijst M.A.S.S.A.R.T | -    | -    | -    | -    | -    | 10,1 |